# Löbnitz (Meklemburgia-Pomorze Przednie)
Löbnitz (pol. Lubanowice, Lubaniec) – gmina w Niemczech, wchodząca w skład urzędu Barth w powiecie Vorpommern-Rügen, w kraju związkowym Meklemburgia-Pomorze Przednie.
Dzielnice:
- Buchenhorst
- Kindshagen
- Löbnitz
- Redebas
- Saatel